# Чхарі
Чхарі (груз. ჩხარი) — село в Грузії.
За даними перепису населення 2014 року в селі проживає 643 особи.